# Унтерайзесгайм
Унтерайзесгайм (нім. Untereisesheim) — громада в Німеччині, знаходиться в землі Баден-Вюртемберг. Підпорядковується адміністративному округу Штутгарт. Входить до складу району Гайльбронн.
Площа — 3,67 км2. Населення становить 4221 ос. (станом на 31 грудня 2020).